# جان آرمسترانگ
جان آرمسترانگ (انگلیسی: John Armstrong; ۳۱ مارس ۱۶۷۴ – ۱۵ آوریل ۱۷۴۲) فرد نظامی اهل پادشاهی بریتانیای کبیر بود. وی همچنین برندهٔ جوایزی همچون همکار انجمن سلطنتی شده‌است.